# لغة محل
لغة مَحَل (މަހަލް)، أو لغة مَلِك (މަލިކު ބަސް) عند السكان المحليين، هي لغة هندية آرية جزرية، يتكلمها أهل جزيرة ملك ولكشديب الهند. هي ضرب من الديفهي المحكي في الدولة المحلديبية.

## توزيع جغرافي
يكثر المتحدثون باللغة المحلية في جزيرة ملك، بينما يتواجدون بقلة في ولاية كرالا، فمعظم هؤلاء من المهاجرين.

## أبجدية
يستعمل لكتابة اللغة المحلية خط تانة.

### أمثلة
| تانة  | معنى  | س⁬أ⁬م⁬ت⁬   | لاتيني ديفهي | ديوانكري | عربي  | أ⁬ص⁬د⁬ |
| ----- | ----- | ------ | ------------ | -------- | ----- | --- |
| الله  | الله  |        | Allah        |          | الله  |     |
| ޝަހަރު   | مدينة | śaharu | Shaharu      | शहरु      | شَهَرُ   |     |
| ހެކި    | شهادة | heki   | Heki         |          | هېكِ   |     |
| ޙައްޤު   | حق    | ḥaqqu  | h'aqqu       |          | حَقُّ    |     |
| ޝުކުރިއްޔާ | شكرا  |        | Shukuriyyaa  |          | شُكُرِيّا |     |
| ބިމުބައްޅަ | عسبار |        | Bimuballha   |          | بِمُبَلَّ  |     |
| އިންސާނު  | إنسان | insānu |              |          | إنْسانُ |     |
| ހިތް    | قلب   |        | Hith         |          | هِتْ    |     |

أولى مواد الإعلان العالمي لحقوق الإنسان
تانة:
މާއްދާ 1 — ހުރިހާ އިންސާނުން ވެސް އުފަންވަނީ، ދަރަޖަ އާއި ޙައްޤު ތަކުގައި މިނިވަންކަމާއި ހަމަހަމަކަން ލިބިގެންވާ ބައެއްގެ ގޮތުގައެވެ. އެމީހުންނަށް ހެޔޮ ވިސްނުމާއި ހެޔޮ ބުއްދީގެ ބާރު ލިބިގެން ވެއެވެ. އަދި އެމީހުން އެކަކު އަނެކަކާ މެދު މުޢާމަލާތް ކުރަންވާނީ އުޚުއްވަތްތެރި ކަމުގެ ރޫޙެއް ގައެވެ.
س⁬أ⁬م⁬ت⁬:
māddā 1 — hurihā insānun ves ufanvanī, daraja āi ḥaqqu takugai minivankamāi hamahamakan libigenvā ba-egge gotuga-eve. Emīhun-naṣ heyo visnumāi heyo buddīge bāru libigen ve-eve. Adi emīhun ekaku anekakā medu mu’āmalāÿ kuranvānī uxuvvaÿteri kamuge rūḥek ga-eve.
تحشية، كلمة بكلمة:
مادة 1 — كل ناس كذلك ولد، كرامة وحق في حرية ومساواة مكتسبة للناس كما هو. هم بنتيجة ووعي هبة مكتسبة هي. وهم واحد آخر لمعاملة لأخوة روح مع.
ترجمة غراماتيقية:
المادة الأولى — يولد جميع الناس أحرارا متساوين في الكرامة والحقوق. وقد وهبوا عقلا وضميرا وعليهم أن يعامل بعضهم بعضا بروح الإخاء.